# Heřmanův Městec
Město Heřmanův Městec (německy Hermannstädtel) se nachází v okrese Chrudim v Pardubickém kraji, asi sedmnáct kilometrů jihozápadně od Pardubic. Žije zde přibližně 5 000 obyvatel.

## Historie
První písemná zmínka o městu pochází ze 7. října 1325, týká se rozdělení majetku Heřmana z Mrtic. Roku 1579 Rudolf II. změnil na žádost heřmanoměsteckých dny konání jarmarků, a zároveň potvrdil městský znak a právo zelené pečeti. V roce 1828 získal Heřmanův Městec do své správy rod Kinských. Jako v jednom z prvních míst v Čechách se zde v roce 1875 hrála kopaná.
V roce 1920 založila Marie Urbánková továrnu na výrobu dětských vozíků. V roce 1932 si nechala registrovat ochrannou známku MEA. Roku 1948 byla továrna znárodněna a začleněna do n. p. Radovan, od roku 1949 do n. p. Liberta Mělník.

## Části města
- Heřmanův Městec
- Chotěnice
- Konopáč
- Radlín

Od 1. ledna 1976 do 30. srpna 1990 k městu patřily i Rozhovice, od 1. ledna 1976 do 31. prosince 1991 Klešice a od 1. ledna 1989 do 30. srpna 1990 také Kostelec u Heřmanova Městce.

## Společnost

### Sbor dobrovolných hasičů
V Heřmanově Městci působí Sbor dobrovolných hasičů, který zde také má hasičskou zbrojnici. Hasiči spolupracují s pražskými skupinami Českého červeného kříže. Dobrovolní hasiči každoročně spolupracují na největším českém cvičení dobrovolných zdravotníků, zvaném Rescue Marathon, který ve spolupráci s SDH pořádá 7. místní skupina Oblastního spolku ČČK Praha 1. Na Rescue Marathonu se vždy v září sejdou týmy členů Českého červeného kříže, Slovenského červeného kříže, dobrovolných hasičů, policistů a vojáků, jednou za dva roky je tato akce i pro děti. Akce se koná v okolí Heřmanova Městce se základnou v bývalých kasárnách v obci Kostelec u Heřmanova Městce.

### Kultura
Heřmanův Městec má svůj kulturní spolek s názvem SPOKUL, který sídlí v místní sokolovně, která je využívána jak pro sportovní vyžití, tak i pro různé kulturní a společenské akce. Pravidelně se zde pořádají koncerty, divadelní představení, plesy a zábavy.
Mezi kulturní akce v Heřmanově Městci patří například Bartolomějská pouť, která se koná každý rok v létě, dále Rozsvícení vánočního stromku, které se každoročně pořádá na Náměstí Míru nebo Heřmanoměstecké podzimní slavnosti. Lidé mohou navštívit také kino, knihovnu nebo galerii umění. V Heřmanově Městci funguje PS Vlastislav.
V budově bývalé židovské školy je od roku 2002 stálá expozice východočeských malířů a sochařů 20. století. Jedná se o rodáky a ty, kteří v této oblasti našli svůj domov, přechodně zde pobývali, nebo sem pravidelně na čas zajížděli. Jsou zde vystavena i díla Františka Kupky, Bohumila Kubišty, Jana Zrzavého, Josefa Čapka. Exponáty věnovali městu v roce 2001 místní sběratelé umění, manželé Josef a Ema Horákovi.

### Sport
Ve městě se nachází fotbalový stadion, jenž je zázemím pro místní amatérský fotbalový klub FK Jiskra Heřmanův Městec.
Dále tu působí Ježci Heřmanův Městec, hokejbalový klub, který hraje v druhé nejvyšší české soutěži. Vznikl v červnu 1999 s názvem Aligátoři Heřmanův Městec, v roce 2001 se přejmenoval na současný název. V sezóně 2001–2002 hrál A-tým první oficiální soutěž, a to okresní hokejbalovou ligu Chrudimsko. V roce 2002 byl vybudován stadion s názvem Aréna Ježkárna. 
Kromě toho se zde nacházejí tenisové kurty a víceúčelová sportovní hala, která nabízí desítky různorodých sportovních aktivit. Součásti města je i místní část Konopáč, která slouží jako relaxační zóna pro ostatní obyvatele Heřmanova Městce a je zde vybudováno přírodní koupaliště, které je v současné době součástí autokempinku.

## Pamětihodnosti
- Zámek Heřmanův Městec
- Hřebčín – lovecké stáje

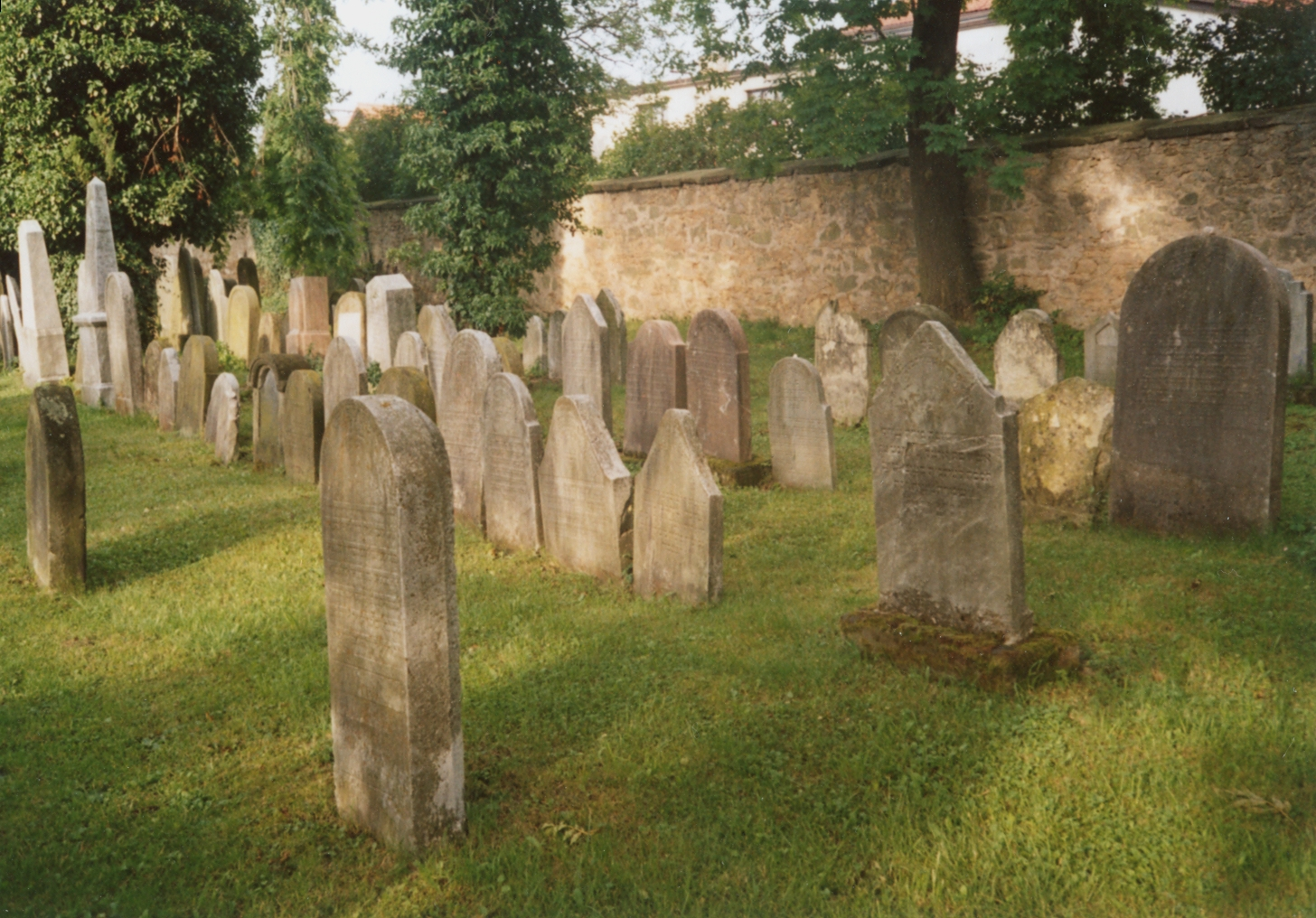
Židovský hřbitov

- Kostel Církve československé husitské
- Kostel svatého Bartoloměje na náměstí Míru
- Kostel Zvěstování Panny Marie
- Kaple svatého Jiří u křižovatky ulic Tylovy a Čáslavské
- Židovský hřbitov
- Boží muka
- Socha svatého Jana Nepomuckého[8]
- Socha svatého Václava
- Socha svatého Vavřince
- Kašna na Masarykově náměstí[9]
- Rodný dům Gutha-Jarkovského na Masarykově náměstí (dům Medov)[10]
- Synagoga
- Löwitova vila od Bohuslava Fuchse[11]
- Pozůstatky tvrze Mrtice
- Kaple svatého Kříže u křižovatky ulic 5. května a U bažantnice
- Vodní mlýn čp. 145
- Zámecký park a nedaleká bažantnice jsou chráněny jako přírodní památka Heřmanův Městec

## Rodáci
- Jiří Stanislav Guth-Jarkovský (1861–1943), olympijský činitel, autor příruček společenského chování
- Antonín Kotěra (1844–1909), zakladatel obchodní školy v Plzni, otec Jana Kotěry
- Trojan Nigellus z Oskořína (1537–1604), humanista, profesor etiky a rektor pražské univerzity
- Rudolf Pokorný (1853–1887), básník
- Karel Starý starší (1843–1929), architekt
- Marek Výborný (* 1976), politik, ministr zemědělství, zastupitel města, poslanec za KDU-ČSL
- Karel Josef Zákoucký (1862–1925), učitel, spisovatel, publicista, prozaik a propagátor turistiky

## Partnerské město
Partnerským městem Heřmanova Městce je Bechyně.